# Horsens kommun
Horsens kommun (danska: Horsens Kommune) är en kommun i Region Mittjylland i Jylland i västra Danmark. Kommunens centralort är staden Horsens.
I samband med kommunreformen 2007 utvidgades kommunen genom en sammanslagning med Gedveds kommun samt huvuddelen av Brædstrups kommun (undantaget Voerladegårds socken).

## Borgmästare
- Jan Trøjborg, Socialdemokratiet, 1 januari 2007–6 maj 2012[3]
- Peter Sørensen, Socialdemokratiet, 15 maj 2012–[4]

Denna lista hämtas från Wikidata. Informationen kan ändras där.